# Ticonderoga (Schiff, 1983)
Die USS Ticonderoga (CG-47) war ein Lenkwaffenkreuzer der United States Navy und das Typschiff der gleichnamigen Klasse. Das Schiff wurde nach der Schlacht von Ticonderoga von 1775 benannt.

## Technik
Mehr zur Technik findet sich im Artikel zur Klasse unter Ticonderoga-Klasse (1983)
Als Kreuzer der Ticonderoga-Klasse verdrängte das Schiff voll beladen 9.750 tn.l. Wasser und war 173 Meter lang bei einer Breite von 16,8 Metern. Das Schiff wurde angetrieben von vier Gasturbinen LM-2500 von General Electric und konnte so Geschwindigkeiten von 30 Knoten erreichen.
Die Bewaffnung der Ticonderoga bestand aus je einem Doppelarmstarter Mk. 26 vorn und achtern für RIM-67 Standard Missile 2 Flugabwehrraketen und Raketentorpedos ASROC. Aus zwei Vierfachwerfern auf der Schanz konnten AGM-84 Harpoon Seezielflugkörper gestartet werden. Zusätzlich besaß der Kreuzer zwei 5″-Mark-45-Leichtgewichtsgeschütze, zwei Phalanx Close-In-Weapon-Systems (Flugkörperabwehrnahverteidigung) sowie zwei Drillinggssätze Torpedorohre mit einem Durchmesser von 32,4 cm für Torpedos vom Typ Mark 46.
Der Hauptauftrag des Schiffes war die Flugabwehr für die Flugzeugträger bereitzustellen. Dafür konnte die Ticonderoga auf das sehr leistungsstarke Aegis-Kampfsystem zurückgreifen, das eine lückenlose 360°-Überwachung auf eine Reichweite von ca. 200 Seemeilen dank vier Phased-Array-Antennen um das Schiff zulässt. Die Ticonderoga war das erste Kriegsschiff, auf dem dieses System tatsächlich eingesetzt wurde.

## Geschichte

### Bau & Testfahrten
Die Ticonderoga wurde 1978 in Auftrag gegeben. Zu diesem Zeitpunkt war das Schiff noch als DDG-47 klassifiziert, also als Lenkwaffenzerstörer. Anfang 1980 wurde die Ticonderoga auf der Werft von Ingalls Shipbuilding in Pascagoula auf Kiel gelegt und nach einer Bauzeit von 15 Monaten vom Stapel gelassen. Das Schiff wurde von der damaligen First Lady Nancy Reagan getauft.
Im Juli 1981 bemannte die zukünftige Crew die PCU Ticonderoga (PCU bedeutet Pre-Commissioning Unit, also etwa Noch nicht in Dienst gestellte Einheit) und begann mit Übungen und Systemüberprüfungen. 1982 begannen schließlich die Sea Trials, also die ersten Testfahrten auf offener See. Bei ihrer ersten Testfahrt wurde die Antriebsanlage überprüft, wobei der Kreuzer vier Stunden lang problemlos seine Höchstgeschwindigkeit von über 30 Knoten halten konnte. Später folgten außerdem die Tests des Waffensystems. Es wurden zwei Harpoon und zwei SM-1 abgeschossen, letztere auf zwei Drohnen, die von der Eglin Air Force Base gestartet waren und beide abgeschossen wurden.
Die Auslieferung an die United States Navy erfolgte Ende 1982, 40 Tage später, am 22. Januar 1983, wurde der Kreuzer offiziell in Dienst gestellt. Erster Heimathafen der Ticonderoga wurde Norfolk in Virginia. Dort wurden weitere Übungen durchgeführt, im Sommer folgte die standardmäßige erste Werftliegezeit, genannt Post-Shakedown Availability, in der letzte Probleme beseitigt wurden.

### Einsätze

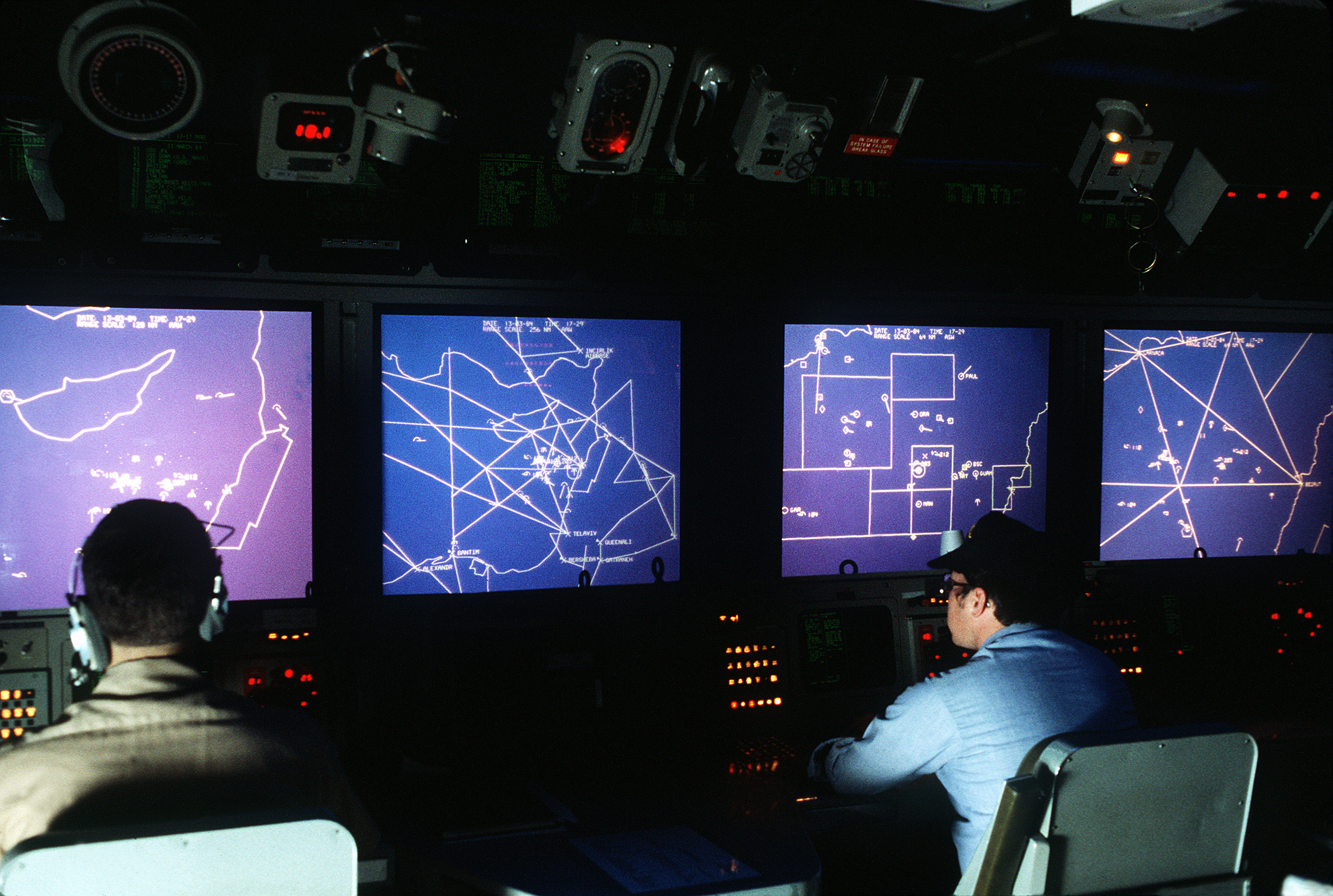
Combat Information Center der USS Ticonderoga während des Einsatzes vor der Küste des Libanon 1984

Gleich der erste Einsatz des neuen Kreuzers erwies sich als „heiß“. Die Ticonderoga wurde mit dem Schlachtschiff New Jersey ins Mittelmeer verlegt, wo sie Artillerieunterstützung vor der Küste des Libanon leistete. Auch der nächste Einsatz führte ins Mittelmeer. Zusammen mit der Caron und der Scott war die Ticonderoga 1986 Führungsschiff für Luftabwehroperationen an der Line of Death, die Libyen in der Großen Syrte erklärt hatte. Während dieser Fahrt rettete das Schiff außerdem die Piloten einer General Dynamics F-111, die abgeschossen worden war.
Die dritte Verlegung der Ticonderoga begann am 10. September 1987 und führte das Schiff zuerst in den Nordatlantik, später ins Mittelmeer und dann in den Persischen Golf. Dort fuhr das Schiff zusammen mit der Iowa und der Deyo im Rahmen der Operation Earnest Will, war also für den Schutz von amerikanischen Supertankern gegen Angriffe des Iran im Laufe des Tankerkrieges verantwortlich.
Als Teil der Kampfgruppe um die Dwight D. Eisenhower verließ die Ticonderoga ihren Hafen im März 1990 zu der vierten Einsatzfahrt ihrer Karriere. Als der Irak die Invasion Kuwaits begann, wurde die Kampfgruppe in den Persischen Golf geschickt, den sie am 8. August erreichte und dort die ersten Schritte von Operation Desert Shield überwachte. Da der Einsatz zu diesem Zeitpunkt bereits viereinhalb Monate gedauert hatte, wurde die Kampfgruppe bereits am 24. August wieder abgelöst und nach Hause geschickt, wo sie am 12. September ankam.
2004 wurde die Ticonderoga außer Dienst gestellt und in die Inactive Ship’s Maintenance Facility in Philadelphia geschleppt. Es gab Bestrebungen, das Schiff als Museumsschiff zu stiften. Seit Mai 2013 wurde das Schiff im Naval Vehicle Register als Stricken, to be disposed of geführt. Am 23. September 2020 traf das Schiff bei International Shipbreaking Ltd, einer Abwrackwerft in Brownsville, zur Verwertung ein.